# ليون أوردال
ليون أوردال (بالنرويجية البوكمول: Leon Aurdal)‏ هو رسام نرويجي، ولد في 23 يناير 1890 في برغن في النرويج، وتوفي في 25 يناير 1949.